# Орден Гази Амануллы-хана
Орден Гази Амануллы-хана (пушту Nishan-e dawlati Ghazi Amir Amanullah Khan‎) — высшая гражданская награда Исламской Республики Афганистан с 2006 года до её падения в 2021 году. Изначально был учреждён в Демократической Республике Афганистан, прекратив своё существование вместе с ней в 1992 году. Вручался правительством афганским и иностранным гражданам в знак признания их заслуг перед страной. Был назван в честь гази Амануллы-хана, бывшего правителем Афганистана с 1919 по 1929 год.

## Известные кавалеры
- Премьер-министр Индии Нарендра Моди[4];
- Президент США Джордж Буш-младший[6];
- Президент Казахстана Нурсултан Назарбаев[7];
- Президент Турции Реджеп Тайип Эрдоган[8];
- Президент Индонезии Джоко Видодо[9];
- Генерал НАТО Джеймс Логан Джонс;
- Духовный лидер и президент Афганистана Сибгатулла Муджаддеди;
- Верховный судья Афганистана[англ.] Абдул Салам Азими[англ.].